# Különös házasság (televíziós sorozat)
A Különös házasság egy 1984-ben bemutatott négyrészes magyar tévéfilmsorozat.

## Cselekmény
|  | Alább a cselekmény részletei következnek! |

Az iskolai szünetben hazafelé igyekszik Buttler János gróf és barátja Bernát Zsiga. Dőry báró házában kapnak szállást, s nem sejtik szállásadójuk milyen csapdát készített számukra. A báró lánya gyermeket vár Szucsinka plébánostól, s hogy szégyenben ne maradjon apja elhatározta, hogy férjet szerez neki. A választás Buttler Jánosra esett, s erőszakkal, hamis tanúk jelenlétében meg is történik az esküvő. Az eskető pap nem más, mint Szucsinka plébános volt. Buttler János és családja érvényteleníteni akarják ezt a házasságot, de az egyház és az udvar nem engedi. Ezért a család más megoldást keres a házasság érvénytelenítéséhez...
|  | Itt a vége a cselekmény részletezésének! |

## Szereplők
- Benkő Péter – Buttler gróf
- Mikó István – Bernát Zsiga
- Bessenyei Ferenc – Dőry báró
- Kubik Anna – Mária, Dőry báró lánya
- Kállai Ferenc – Horváth Mihály
- Ivancsics Ilona – Horváth Piroska
- Szabó Sándor – Fáy, Buttler gyámja
- Náray Teri – Fáyné
- Páger Antal – Medve doktor
- Ráday Imre – Bernát (hangja: Benkő Gyula)
- Komlós Juci – Bernátné

- Balázsovits Lajos – Szucsinka plébános
- Schubert Éva – Miss. Malipau, nevelőnő
- Székhelyi József – Vidonka József, ezermester
- Fónay Márta – Vidonkáné, Vidonka József édesanyja
- Dzsupin Ibolya – Katuska, Vidonka József felesége
- Horváth József – Tóth korcsmáros
- Báró Anna – Tóthné
- Hollai Kálmán – Jeszenka hajdú
- Konrád Antal – Kázsmári hajdú
- Horváth László – Szabó Gyuri
- Szirtes Ádám – Koppantó Gábor, falusi elöljáró
- Ambrus András – Zsombék Márton, falusi elöljáró
- Garas Dezső – Pereviczky, prókátor
- Szabó Ottó – Kövy professzor
- Haumann Péter – Krok apó, a nyomozó
- Patkós Irma – lefizetett tanú az esküvőkor
- Zenthe Ferenc – Id. Griby
- Nagy Attila – Jekelfalussy
- Tyll Attila – Jablonczy kanonok
- Némethy Ferenc – Veress kanonok
- Képessy József – Sáross kanonok
- Bánhidi László – Buday, az intéző
- Máthé Erzsi – Mária Erzsébet főhercegnő
- Turay Ida – Id. Grófné

Az Izsépi család tagjai:
- Hollós Melitta
- Juhász Tóth Frigyes
- Dancsházi Hajnal
- Besztercei Zsuzsa
- Kovács Ferenc

Továbbá:
- Benkóczy Zoltán
- Bessenyei Emma
- Beregszászi Olga
- Besztercei Pál
- Budai István
- Bojti Judit
- Fonyó József
- Forgács Péter
- Galgóczy Imre
- Gelecsényi Sára
- Gonda György
- Harkányi Ödön
- Horkai János
- Inke László
- Izsóf Vilmos
- Karsai István
- Kánya Kata
- Kelemen Béla
- Kelemen Éva
- Kéry Gyula
- Kollár Béla
- Kovács István
- Kovács Titusz
- Mezey Lajos
- Móricz Ildikó
- Pathó István
- ifj. Pathó István
- Sárosi Gábor
- Salinger Gábor
- Somogyvári Pál
- Soós László
- Szabó Imre
- Szekeres Ilona
- Szerednyey Béla
- Szersén Gyula
- Szilágyi István
- Szilvássy Annamária
- S. Tóth József
- Tahi József
- Tándor Lajos
- Tordai Teri
- Varga Irén
- Velenczey István
- Victor Gedeon
- Virág Kiss Ferenc
- Wohlmuth István
- Zágoni Zsolt

és még sokan mások.

## Külső hivatkozások
- Különös házasság (film) 1. rész Archiválva 2011. szeptember 14-i dátummal a Wayback Machine-ben
- Különös házasság (film) 2. rész Archiválva 2012. június 28-i dátummal a Wayback Machine-ben
- Különös házasság (film) 3. rész Archiválva 2012. június 28-i dátummal a Wayback Machine-ben
- Különös házasság (film) 4. rész Archiválva 2011. szeptember 17-i dátummal a Wayback Machine-ben